# Lars Gustavsson
Lars Gustavsson född 1940 i Göteborg, svensk filmare, regissör, manusförfattare och producent.

## Regi
- 1989 - En önskedröm
- 1986 - The Castle Tour
- 1987 - Med seende ögon ser de intet

## Filmmanus
- 1989 - En önskedröm
- 1987 - Med seende ögon ser de intet

## Producent
- 1989 - En önskedröm
- 1986 - The Castle Tour
- 1987 - Med seende ögon ser de intet